# Łyżwiarstwo figurowe na Zimowych Igrzyskach Azjatyckich 2007
Łyżwiarstwo figurowe na Zimowych Igrzyskach Azjatyckich 2007 – jedna z dyscyplin rozgrywanych podczas igrzysk w dniach 1–3 lutego 2007 w Changchun, w Chinach.

## Wyniki

### Soliści
| Poz. | Zawodnik         | Reprezentacja    | Nota łączna | SP | SP    | FS | FS     |
| ---- | ---------------- | ---------------- | ----------- | -- | ----- | -- | ------ |
| 1    | Xu Ming          | Chiny            | 194,19      | 1  | 66,00 | 1  | 128,19 |
| 2    | Li Chengjiang    | Chiny            | 184,20      | 2  | 62,64 | 2  | 121,56 |
| 3    | Kensuke Nakaniwa | Japonia          | 179,13      | 4  | 59,03 | 3  | 120,10 |
| 4    | Takahiko Kozuka  | Japonia          | 177,11      | 5  | 58,73 | 4  | 118,38 |
| 5    | Wu Jialiang      | Chiny            | 172,00      | 3  | 59,20 | 5  | 112,80 |
| 6    | Ri Song-chol     | Korea Północna   | 142,84      | 6  | 49,53 | 7  | 93,31  |
| 7    | Lee Dong-whun    | Korea Południowa | 139,92      | 7  | 43,22 | 6  | 96,70  |
| 8    | Michael Novales  | Filipiny         | 108,22      | 8  | 36,40 | 8  | 71,82  |
| 9    | Tatsuya Tanaka   | Hongkong         | 95,70       | 9  | 31,14 | 9  | 64,56  |
| 10   | Jerico Lim       | Filipiny         | 90,68       | 10 | 29,15 | 10 | 61,53  |

### Solistki
| Poz. | Zawodniczka              | Reprezentacja    | Nota łączna | SP  | SP    | FS  | FS     |
| ---- | ------------------------ | ---------------- | ----------- | --- | ----- | --- | ------ |
| 1    | Yukari Nakano            | Japonia          | 162,38      | 2   | 57,36 | 1   | 105,02 |
| 2    | Fumie Suguri             | Japonia          | 162,05      | 1   | 58,50 | 3   | 103,55 |
| 3    | Xu Binshu                | Chiny            | 159,02      | 3   | 55,22 | 2   | 103,80 |
| 4    | Fang Dan                 | Chiny            | 145,46      | 4   | 51,65 | 4   | 93,81  |
| 5    | Aki Sawada               | Japonia          | 138,98      | 6   | 47,43 | 5   | 91,55  |
| 6    | Anastasiya Gimazetdinova | Uzbekistan       | 130,71      | 5   | 47,67 | 8   | 83,04  |
| 7    | Liu Yan                  | Chiny            | 130,16      | 9   | 42,20 | 6   | 87,96  |
| 8    | Shin Yea-ji              | Korea Południowa | 125,58      | 10  | 41,02 | 7   | 84,56  |
| 9    | Choi Ji-eun              | Korea Południowa | 114,64      | 8   | 43,30 | 9   | 71,34  |
| 10   | Sin Na-hee               | Korea Południowa | 114,24      | 7   | 43,72 | 10  | 70,52  |
| 11   | Charissa Tansomboon      | Tajlandia        | 79,92       | 12  | 25,10 | 11  | 54,82  |
| 12   | Gracielle Tan            | Filipiny         | 72,48       | 11  | 26,28 | 12  | 46,20  |
| 13   | Tsai Hsin-hui            | Chińskie Tajpej  | 59,95       | 13  | 20,92 | 14  | 39,03  |
| 14   | Anne Clarisse Roman      | Filipiny         | 58,87       | 14  | 17,36 | 13  | 41,51  |
| 15   | Ramina Palaca            | Filipiny         | 46,81       | 15  | 15,38 | 15  | 31,43  |
| WD   | Kim Yong-suk             | Korea Północna   | DNF         | DNF | DNF   | DNF | DNF    |

### Pary sportowe
Zgodnie z regułą zimowych igrzysk azjatyckich jedno państwo nie mogło zdobyć wszystkich trzech medali w jednej konkurencji, dlatego po zajęciu przez pary sportowe z Chin trzech pierwszych miejsc, podjęto decyzję o przyznaniu kolejnej parze drugiego brązowego medalu, w tym przypadku była to Marina Aganina i Artiom Kniaziew z Uzbekistanu.
| Poz. | Zawodnicy                        | Reprezentacja  | Nota łączna | SP | SP    | FS | FS     |
| ---- | -------------------------------- | -------------- | ----------- | -- | ----- | -- | ------ |
| 1    | Shen Xue / Zhao Hongbo           | Chiny          | 195,55      | 1  | 69,49 | 1  | 126,06 |
| 2    | Pang Qing / Tong Jian            | Chiny          | 181,47      | 2  | 65,65 | 2  | 115,82 |
| 3    | Li Jiaqi / Xu Jiankun            | Chiny          | 144,20      | 3  | 54,99 | 3  | 89,21  |
| 3    | Marina Aganina / Artiom Kniaziew | Uzbekistan     | 126,20      | 5  | 45,02 | 4  | 81,18  |
| 5    | Sung Mi-hyang / Jong Yong-hyok   | Korea Północna | 123,13      | 4  | 45,09 | 5  | 78,04  |
| 6    | Choe Ryon / Sin Kwang-mun        | Korea Północna | 112,45      | 6  | 41,55 | 6  | 70,90  |

### Pary taneczne
| Poz. | Zawodnicy                      | Reprezentacja | Nota łączna | CD | CD    | OD | OD    | FD | FD    |
| ---- | ------------------------------ | ------------- | ----------- | -- | ----- | -- | ----- | -- | ----- |
| 1    | Nozomi Watanabe / Akiyuki Kido | Japonia       | 151,93      | 1  | 28,16 | 1  | 46,80 | 1  | 76,97 |
| 2    | Huang Xintong / Zheng Xun      | Chiny         | 150,06      | 2  | 27,03 | 2  | 46,37 | 2  | 76,66 |
| 3    | Yu Xiaoyang / Wang Chen        | Chiny         | 138,36      | 3  | 24,09 | 3  | 43,70 | 3  | 70,57 |
| 4    | Liu Lu / Suo Bin               | Chiny         | 108,57      | 4  | 19,36 | 4  | 33,94 | 4  | 55,27 |